# 小行星3363
小行星3363（3363 Bowen）是一颗绕太阳运转的小行星，为主小行星带小行星。该小行星于1960年3月6日发现。

## 轨道参数
小行星3363的轨道半长轴为2.7798027 UA，离心率为0.098。